# Cionothrix praelonga
Cionothrix praelonga är en svampart som först beskrevs av Georg Winter, och fick sitt nu gällande namn av Joseph Charles Arthur 1907. Cionothrix praelonga ingår i släktet Cionothrix och familjen Pucciniosiraceae.   Inga underarter finns listade i Catalogue of Life.